# Villanueva, Casanare
Villanueva là một khu tự quản thuộc tỉnh Casanare, Colombia. Thủ phủ của khu tự quản Villanueva đóng tại Villanueva Khu tự quản Villanueva có diện tích 825 ki lô mét vuông. Đến thời điểm ngày 28 tháng 5 năm 2005, khu tự quản Villanueva có dân số 14304 người.